# Eric Walter Elst
Pour les articles homonymes, voir Éric Walter, Walter et Elst.
Eric Walter Elst (Kapellenbos, 30 novembre 1936 - Anvers, 2 janvier 2022,,) est un astronome belge travaillant à l'observatoire royal de Belgique.
Il a découvert de nombreux astéroïdes entre 1986 et 2002 : 3 760 seul et 108 avec un codécouvreur (au 15 mai 2022).
Ses découvertes importantes comprennent l'astéroïde Apollon (4486) Mithra, l'astéroïde/comète (7968) Elst-Pizarro (aussi désigné 133P/Elst-Pizarro) et plus de 25 astéroïdes troyens.
L'astéroïde (3936) Elst porte son nom.
En 1990, il découvrit un astéroïde (13520) Félicienrops dont le nom fut donné en l'honneur du peintre belge Félicien Rops. 
| (4486) Mithra           | 22 septembre 1987 | avec V. Shkodrov  | astéroïde Apollon    |
| (7968) Elst-Pizarro     | 14 juillet 1996   | avec G. Pizarro   | également une comète |
| (15745) Yuliya          | 3 août 1991       |                   | astéroïde Amor       |
| (21088) Chelyabinsk     | 30 janvier 1992   |                   | astéroïde Amor       |
| (52387) Huitzilopochtli | 20 juillet 1993   |                   | astéroïde Amor       |
| (314082) Dryope         | 6 février 2005    | avec H. Dehehogne | astéroïde Apollon    |